# Série de Grandi
A série infinita 1 − 1 + 1 − 1 + · · · é chamada série de Grandi, em homenagem ao matemático, filósofo e sacerdote italiano Luigi Guido Grandi, que em 1703 realizou trabalhos de destaque sobre esta série. É uma série divergente, o que implica que não possui um valor de soma no sentido usual da mesma. Por outro lado, a sua soma de Cesàro é 1⁄2.